# Silly Scandals
Silly Scandals (Escándalos tontos), es un corto de animación estadounidense de 1931, de la serie Talkartoons. Fue producido por Fleischer Studios y distribuido por Paramount Pictures. En él aparecen Betty Boop y Bimbo.

## Argumento
Bimbo va caminando por la calle cuando a las puertas de un teatro ve un cartel anunciando una función de vaudeville. Aunque no tiene dinero decide entrar aprovechando la multitud que hace cola para ver el espectáculo.
Tras diversos incidentes, consigue entrar. La función empieza con una actuación de Betty cantando la canción "You're Driving Me Crazy", que entusiasma al público y, en especial, a Bimbo.
A continuación aparece un león hipnotizador que elige de entre la audiencia a Bimbo para demostrar sus habilidades mentales. 

## Realización
Silly Scandals es la vigesimosegunda entrega de la serie Talkartoons (dibujos animados parlantes) y fue estrenada el 23 de mayo de 1931.
En este corto, Betty Boop aún tiene su aspecto canino y Bimbo es de color claro.
Se trata del primer corto en que se le da nombre a Betty Boop, cuando, antes de su actuación, el público corea su nombre y, al final de la misma, expresa unánimemente su admiración por ella (We want Betty!).
La canción que canta Betty en el escenario (la voz pertenece a Mae Questel),  "You're Driving Me Crazy", fue compuesta en 1930 por Walter Donaldson para la comedia musical de Broadway Smiles. En el escenario acompaña a Betty un coro de pingüinos bailando.